# Hans Kilian

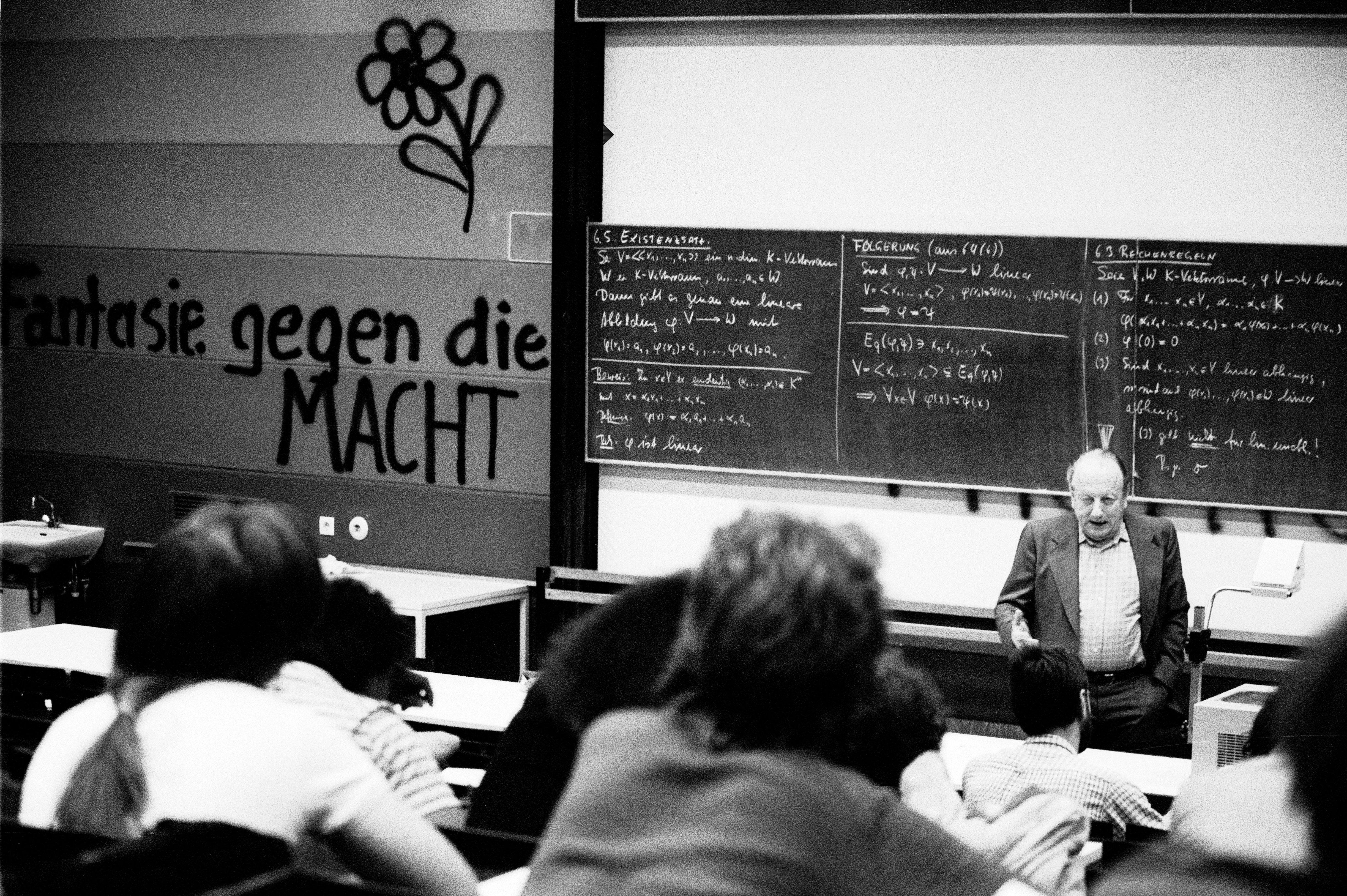
Hans Kilian an der Gesamthochschule Kassel, Juni 1983.

Hans Kilian (* 25. April 1921 in Barmen; † 30. März 2008 in München) war ein deutscher Mediziner, Psychoanalytiker und Professor für Sozialpsychologie und Angewandte Psychoanalyse.

## Leben
Hans Kilian wurde als Sohn eines Journalisten und einer Klavierlehrerin geboren. Der Vater, damals politischer Redakteur bei der Essener Allgemeinen Zeitung, erhielt 1933 Berufsverbot, woraufhin die Familie verarmte. Kilian studierte Medizin, zunächst in München, wo er mit der Widerstandsgruppe Weiße Rose verbunden war; Christoph Probst war ein enger Freund. Kilian leistete Kriegsdienst bis 1945, bevor er schließlich sein Studium in Paris abschloss. Er ging nach Deutschland zurück und verdiente den Unterhalt für sich und seine Eltern als Autor von Rundfunksendungen im Bayerischen Rundfunk unter Gerhard Szczesny. Noch 1969 und 1979 veranstaltete Kilian dort Sendereihen über sozialpsychologische Themen.
1953 promovierte er an der psychosomatischen Poliklinik der Universität München, deren Leiter er 1960 wurde. 1970 wurde er an der TU Darmstadt habilitiert, lehrte kurze Zeit an der Universität Göttingen, ehe er von 1971 bis 1984 Ordinarius für Sozialpsychologie und Angewandte Psychoanalyse an der neu gegründeten Gesamthochschule Kassel war. Er setzte sich dort für die Etablierung der Psychoanalyse in verschiedenen Studiengängen ein, insbesondere in der Lehrerbildung, der Sozialpsychologie und Sozialarbeit. 
Im Jahr 1979 wurde Kilian zum geschäftsführenden Direktor des von ihm mitbegründeten Wissenschaftlichen Zentrums für das Studium der Psychoanalyse, Psychotherapie und Psychosozialen Hygiene ernannt. Ziel dieses Zentrums war es, die psychische Entwicklung des Menschen im sozialen und kulturellen Kontext zu untersuchen. Dieses interdisziplinäre Anliegen sah sich jedoch angesichts des vorherrschenden akademischen Zeitgeists vor einige Schwierigkeiten gestellt, die mit dazu beitrugen, dass Kilian 1984 vorzeitig in den Ruhestand trat. Am 26. August 1961 gehörte Kilian zu den Gründungsmitgliedern der Humanistischen Union.
Unter dem Titel Psychogramm der Ereignisse veranstaltete Kilian an den Jahresenden 1972, 1973 und 1974 in Kooperation mit dem Dokumentarfilmer Bernd Dost psychoanalytisch orientierte Fernsehinterviews mit politischen Journalisten und anderen Prominenten, unter anderem mit Rainer Werner Fassbinder, Uli Hoeneß, Gerd Bucerius, Bischof Kurt Scharf, Peter Merseburger und Peter von Siemens. Zusammen mit Bernd Dost entstanden daneben 1973 die Filme Gesellschaftsspiel. Ein gruppendynamisches Experiment und Eros und Politik.
Hans Kilians Lebensgefährtin war die Psychoanalytikerin Lotte Köhler, Stifterin des Hans-Kilian-Preises und Initiatorin des Hans Kilian und Lotte Köhler Centrums (KKC) an der Ruhr-Universität Bochum.

## Werk und Bedeutung
Kilian arbeitete bis an sein Lebensende an seiner inter- und transdisziplinären Theorie der metakulturellen Humanisation und vernetzte dabei Begriffe und Modelle aus den Naturwissenschaften mit Erkenntnissen aus den Sozial- und Kulturwissenschaften, insbesondere der Psychologie und Psychoanalyse, der Soziologie, Sozial- und Kulturanthropologie sowie den Geisteswissenschaften.
Kilians „dialektische Anthropologie“ versteht sich als Bindeglied zwischen Psychoanalyse und kritischer Gesellschaftstheorie. Kilian macht die Grenzen einer historisch unbewussten Psychoanalyse deutlich, die die Struktur des bürgerlichen Individuums mit der Natur des Menschen gleichsetzt und auf diese Weise angesichts der kollektiven Identitätskrise der ausgehenden spätbürgerlichen Kultur scheitern muss. Der erste Teil dieses Ansatzes wurde veröffentlicht in dem Buch Das enteignete Bewußtsein (1971). Der Autor stellt darin den „Mittelbau“ der unbewussten Strukturen menschlicher Selbststeuerung als einen zentralen Ort des historischen Wandels der Gegenwart dar.
Die meisten seiner späteren wissenschaftlichen Texte, darunter auch das von der Hanns-Martin-Schleyer-Stiftung finanzierte, 1985 fertiggestellte Buchmanuskript Wertbewusstsein und Geschichte. Versuch einer Ortsbestimmung der Gegenwart aus der Sicht einer historischen Evolutionstheorie, wurden bisher nicht veröffentlicht. Die Dokumentation der wissenschaftlichen Hinterlassenschaft Hans Kilians und die Herausgabe seiner Gesammelten Schriften erfolgt durch das Kilian-Köhler-Archiv im Hans Kilian und Lotte Köhler-Centrum (KKC).
Von 2011 bis 2019 verlieh die Köhler-Stiftung den Hans-Kilian-Preis für die Erforschung und Förderung der metakulturellen Humanisation.

## Veröffentlichungen
- Hans Kilian, Lotte Köhler (2013). Von der Selbsterhaltung zur Selbstachtung. Der geschichtlich bedingte Wandel psychoanalytischer Theorien und ihr Beitrag zum Verständnis historischer Entwicklungen. Gießen: Psychosozial-Verlag. ISBN  978-3-8379-2317-9
- Kilian, Hans (2017). Das enteignete Bewusstsein. Zur dialektischen Sozialpsychologie. Gesammelte Schriften, Bd. 2; hrsg. v. Jürgen Straub und Pradeep Chakkarath, mit einem Vorwort von Jürgen Straub und Pradeep Chakkarath. Gießen: Psychosozial-Verlag. (Originalausgabe: Luchterhand, Neuwied/Berlin 1971). ISBN 978-3-8379-2382-7
- Kilian, Hans (2015). Psychoanalyse, Psychohistorie und integrative Anthropologie. Gesammelte Schriften, Bd. 4; hrsg. v. Jürgen Straub und Jennifer Schellhöh. Gießen: Psychosozial-Verlag. ISBN 978-3-8379-2384-1
- Kilian, Hans (2020). Soziologische, sozialpsychologische und zeitdiagnostische Analysen. Gesammelte Schriften, Bd. 5; hrsg. und mit einer Einleitung von Jürgen Straub und Sandra Plontke. Gießen: Psychosozial-Verlag. ISBN 978-3-8379-2385-8
- Kilian, Hans (in Vorbereitung). Texte zu Medizin, Biologie und Psychosomatik. Gesammelte Schriften, Bd. 6; hrsg. und mit einer Einleitung von Pradeep Chakkarath und Jürgen Straub. Gießen: Psychosozial-Verlag.
- Kilian, Hans (2020). Politische Psychologie und politische Bildung. Gesammelte Schriften, Bd. 7; hrsg. von Jürgen Straub, Sandra Plontke und Bjarne Goldkuhle, mit einer Einleitung von Jürgen Straub, Bjarne Goldkuhle und Sandra Plontke. Gießen: Psychosozial-Verlag. ISBN 978-3-8379-2387-2